# Ingomar Pust
Ingomar Eduard Pust (* 10. Oktober 1912 in Villach als Eduard Pust; † 10. Februar 1998 in Keutschach am See) war ein österreichischer Offizier, Alpinist, Schriftsteller und Journalist, der für mehrere österreichische Tageszeitungen tätig war.

## Leben und Wirken
Ingomar Pust wurde am 10. Oktober 1912 als Sohn von Rudolf Pust (* 13. April 1883 in Soboth), Bediensteter bei den k.k. Staatsbahnen, und dessen Ehefrau Theresia (geborene Oremus; * 21. August 1890 in Friedlach) in Villach geboren und am 15. Oktober 1912 auf den Namen Eduard getauft. Seine Eltern hatten am 7. November 1909 in Villach-St. Martin geheiratet. Am 30. April 1922 hatte er in Villach-St. Nikolai seine Konfirmation.
Er entstammte einer Beamtenfamilie aus Villach und war Mitglied einer katholischen Studentenverbindung (Tauriskia Villach im MKV). Seine Kindheit verbrachte er in Görz und legte an der Villacher Höheren Technischen Lehranstalt die Matura ab. Nach dieser technischen Ausbildung zum Ingenieur wurde er 1933 Offizier und nahm 1934 an der Niederschlagung des nationalsozialistischen Juliputsches in Kärnten teil.
Im Zweiten Weltkrieg war er Batteriechef und zuletzt Divisionsadjutant bei der Flak. Nach 1945 wurde er Journalist bei der Kärntner Volkszeitung und schrieb mehrere Bücher, für die er teils heftig angegriffen wurde. Sein Buch Titostern über Kärnten 1942–1945 wurde als partisanenfeindliches Pamphlet charakterisiert, das „gewaltverliebte Detailbeschreibungen“ diverser Liqidierungen von „Deutschkärtnern“ durch slowenische Partisanen enthalte.
Pust war Mitglied der rechtsextremen Ulrichsberggemeinschaft und des deutschnationalen Kärntner Heimatdienstes.
1967 wurde er mit dem Staatspreis für publizistische Leistungen im Interesse der Geistigen Landesverteidigung ausgezeichnet.
Er arbeitete jahrelang als Redakteur sowie stellvertretender Chefredakteur der Kärntner Volkszeitung und Kolumnist der Kärntner Ausgabe der Kronenzeitung. Seine Kolumnen dort waren an der Grenze zum Revisionismus. Außerdem publizierte er in rechtsextremen Zeitschriften wie der Aula.
Pust, der am 4. März 1940 Maria Kurzenberger geheiratet hatte, starb am 10. Februar 1998 in seinem Haus im Keutschacher Ortsteil Reauz und wurde am Ortsfriedhof von Keutschach am See beerdigt.

## Schriften
- Südafrika im Schußfeld. Österreichischer Verlag, Klagenfurt 1975.
- Kleiner Führer durch die westlichen Julischen Alpen und die Berge der Isonzofront 1915–17. Bergverlag Rother, München 1978, ISBN 978-3-7633-3350-9.
- Die Steinerne Front. Auf den Spuren des Gebirgskrieges in den Julischen Alpen. Leopold Stocker Verlag, Graz u. Stuttgart 1980, ISBN 978-3-7020-0352-4 (dort zuletzt 2005, ISBN 3-7020-1095-5; danach 3. Aufl. im Ares Verlag, Graz 2009, ISBN 978-3-9024-7562-6. Lizenzausgabe unter dem Titel Die steinerne Front. Der Gebirgskrieg 1915–1918 in den Karnischen Alpen, den Juliern, am Isonzo und an der Piave, unter Verwendung des geheimen Kriegstagebuchs von Julius Kugy. Carinthia Verlag, Klagenfurt 1988, ISBN 3-85378-317-1).
- Titostern über Kärnten 1942–1945. Totgeschwiegene Tragödien. hrsg. v. Landesleitung Kärntner Abwehrkämpferbund, Klagenfurt 1984.
- Österreicher im Feuer. Tragödie der Tapferkeit. Druffel-Verlag, Leoni am Starnberger See 1988, ISBN 3-8061-1057-3 (dort zuletzt 1989; danach 3. Aufl. als Tragödie der Tapferkeit. Österreicher als Soldaten im Zweiten Weltkrieg im Amalthea Verlag, Wien u. München 1992, ISBN 978-3-8500-2330-6 (3., vollst. überarb. Neuauflage, unter dem Titel Österreicher im Feuer. Tragödie der Tapferkeit 1939–1945 im Ares Verlag, Graz 2013, ISBN 978-3-902732-20-0).
- Das Kanaltal und seine Geschichte. (Mit Karl Migglautsch). Hrsg. v. Kanaltaler Kulturverein, edition k3, Klagenfurt 1995, ISBN 978-3-901088-04-9.
- Schreie aus der Hölle ungehört. Das totgeschwiegene Drama der Sudetendeutschen. Hartmann Verlag, Sersheim 1998, ISBN 978-3-925921-31-5.